# أندريه بروير
أندريه بروير (بالإنجليزية: Andre Braugher) ممثل أمريكي من مواليد 1 يوليو 1962، حائز على جائزة إيمي مرتين عام 1998 كأفضل ممثل في مسلسل درامي عن القاتل: حياة على الشارع وعام 2006 كأفضل ممثل في مسلسل قصير عن دوره في لص.

## مواقع خارجية
- أندريه بروير على موقع IMDb (الإنجليزية)
- أندريه بروير على موقع روتن توميتوز (الإنجليزية)
- أندريه بروير على موقع ألو سيني (الفرنسية)
- أندريه بروير على موقع أول موفي (الإنجليزية)
- أندريه بروير على موقع قاعدة بيانات الأفلام السويدية (السويدية)
- أندريه بروير على موقع إن إن دي بي (الإنجليزية)
- أندريه بروير على موقع ديسكوغز (الإنجليزية)
- أندريه بروير على موقع قاعدة بيانات الفيلم (الإنجليزية)
- أندريه بروير على موقع كينوبويسك (الروسية)